# Casa Bonet
La Casa Bonet és un edifici al municipi de Vilafranca del Penedès inclòs en l'Inventari del Patrimoni Arquitectònic de Catalunya.
Aquesta casa és dins del recinte fortificat a la Guerra dels Set Anys i entre construccions estèticament heterogènies. Edifici entre mitgeres i de tres crugies. Consta de planta baixa i dos pisos. La coberta és de teula àrab a dos vessants. La façana presenta una distribució simètrica i una gran sobrietat decorativa. La planta baixa té tres obertures d'arc rebaixat. Als pisos superiors s'obren balcons (primera planta) i finestres (segona planta) de forma rectangular.